# Bundesstraße 74
Pour les articles homonymes, voir B74 et Route 74.
La Bundesstraße 74 (abrégé en B 74) est une Bundesstraße reliant Berne à Stade.

## Localités traversées
- Berne
- Osterholz-Scharmbeck
- Bremervörde
- Stade